# Lake Michigan Admirals
I Lake Michigan Admirals sono una società di pallacanestro statunitense con sede a Benton Harbor, nel Michigan.
Nacquero nel 2009 nella ABA 2000. Dopo due stagioni si trasferirono nella PBL, dove hanno raggiunto la finale nel 2015, perdendola con i Rochester Razorsharks.

## Stagioni
| Stagione | Lega     | Denominazione          | V  | P  | %    | Piazzamento | Play-off         |
| -------- | -------- | ---------------------- | -- | -- | ---- | ----------- | ---------------- |
| 2009-10  | ABA 2000 | Lake Michigan Admirals | 13 | 6  | 68,4 | 2º          | Quarti di finale |
| 2010-11  | ABA 2000 | Lake Michigan Admirals | 9  | 5  | 64,3 | 2º          | -                |
| 2012     | PBL      | Lake Michigan Admirals | 4  | 14 | 22,2 | 4º          | -                |
| 2014     | PBL      | Lake Michigan Admirals | 6  | 12 | 33,3 | 4º          | -                |
| 2015     | PBL      | Lake Michigan Admirals | 12 | 4  | 75,0 | 1º          | Finale PBL       |